# Pavlovec Ravenski
Pavlovec Ravenski falu Horvátországban Kapronca-Kőrös megyében. Közigazgatásilag Kőröshöz tartozik.

## Fekvése
Köröstől 8 km-re délnyugatra fekszik.

## Története
1857-ben 148, 1910-ben 166 lakosa volt. Trianonig Belovár-Kőrös vármegye Körösi járásához tartozott. 2001-ben 110 lakosa volt.

## Külső hivatkozások
Körös város hivatalos oldala